# Fonte de Paderne
A Fonte de Paderne é um monumento localizado na Freguesia de Paderne do Município de Albufeira, no Distrito de Faro, em Portugal.

## Descrição e história
A fonte está situada junto à estrada que liga a localidade de Paderne e o Castelo, e encontra-se integrada na zona de intervenção da Ribeira de Quarteira.
Construída no século XVIII, foi sempre de grande importância, o que pode ser atestado pela atenção dada à sua manutenção pela legislação deste município. No século XXI estava prevista a realização de obras de remodelação, que incluíam o restauro da fonte, o arranjo do espaço envolvente, e a instalação de zonas para estacionamento, sanitários públicos, e espaços comerciais para venda de produtos regionais, como artesanato.